# Ousmane Viera
Ousmane Viera Diarrassouba (ur. 21 grudnia 1986 w Daloi) – iworyjski piłkarz występujący na pozycji obrońcy oraz w reprezentacji Wybrzeża Kości Słoniowej. Znalazł się w kadrze na Mistrzostwa Świata 2014.